# 原嶋燈
原嶋燈（1990年3月9日—）是日本的女性聲優，北海道出身。隸屬於東京俳優生活協同組合。

## 人物
到2013年12月為止是青二製作（新人）的成員。2015年5月加入東京俳優生活協同組合。
2015年開始和「TA-Link's」的齋藤勝太、川西龍彌組成樂團體「chocoNekoβ」並擔任主唱。2018年3月停止相關演藝活動。

## 演出作品
※粗體字為主要角色。

### 電視動畫
2011年
- 異國迷宮的十字路口 The Animation（侍女2、侍女1）
- 偵探歌劇 少女福爾摩斯 夏季特輯（主持人）
- 數碼寶貝大匯戰～穿越時空的少年獵人們～（小孩4）

2012年
- BRAVE10（大小姐）
- 聖鬥士星矢Ω（小孩）
- 戰國Collection（小孩）
- 襲來！美少女邪神（女學生）
- 驚爆遊戲（女學生）
- 只要妳說妳愛我（純、女學生）
- ONE PIECE（小孩）

2013年
- 初音島III
- 八犬傳－東方八犬異聞－（金狐、小孩、學生）
- 玉子市場（楓）
- 琴浦小姐（女學生A）
- Little Busters!（女學生A）
- 黑色嘉年華（護士）
- 打工吧！魔王大人（作業員B）
- 寶石寵物 Happiness（鈴）
- 團地友夫（同級生B）
- 變態王子與不笑貓（女學生B）
- 戰姬絕唱SYMPHOGEAR G（綾野小路[6]）
- 物語系列 第二季（女子中學生）
- 京騷戲畫（帕克帕克）
- 青春紀行（女子學生A#2）

2014年
- 鄰座同學是怪咖（學生）
- 來自風平浪靜的明日（濱中學生C、濱中學生B）

2019年
- 指尖傳出的真摯熱情-青梅竹馬是消防員-（笹原惠美[7]） - 通常版

### OVA
2010年
- 百合星人奈緒子美眉 3 Third Party（美鈴）

2014年
- 夫妻成長日記（第3期）（堤綠[8]）

### 網路動畫
2011年
- 京騷戲畫（帕克帕克[9]）

### 遊戲
2010年
- 怪獸農場Online

2011年
- 時空幻境 無盡傳奇
- 心跳水滸傳（八王子那那）

2012年
- 解放之刃EXIV（薇帕兒[10]）
- 時空幻境 無盡傳奇2（艾兒·梅兒・瑪塔）

2013年
- 偶像大師 百萬人演唱會！（中谷育[11]）

2016年
- 時空幻境 緋夜傳奇（萊菲瑟特）

2017年
- 偶像大師 百萬人演唱會！劇場時光（中谷育）
- BRAVELY ARCHIVE D's report（斯塔琪斯·拉卡、莉柯塔·卡迪）

2020年
- 怪物彈珠（寅發）

### 廣播節目
- 鹿野優以與原嶋燈的手機大作戰！（2010年－2011年，行動網站koe☆moe）
- Hama Television（2011年－2014年，超!A&G+）[12]
- RADIO 4Gamer Tap（仮）（2015年，超!A&G+）助手[13]

### 舞台劇
- 池田屋check-in（2011年9月14日 - 9月18日、天王洲銀河劇場）（おれん）
- 八之樹（2012年5月2日 - 5月5日、あうるすぽっと）（玉響姬）
- Space traveler（2012年7月25日 - 7月29日、あうるすぽっと）
- ヲトメ噺〜女学生見聞録鍵奇譚〜（2017年12月13日 - 12月14日、爆走おとな小学生）（鍵屋母親）

### 廣播劇CD
2011年
- 我的妹妹太過××睡不著CD（昴[14]）

2012年
- 笑一個！外村同學（佐藤[15]）

2015年
- 偶像大師 百萬人演唱會！ 系列（中谷育）

## 音樂CD

### 角色歌
| 發售日   | 商品名稱                                                        | 演唱名義                                                                           | 歌曲                                       | 備註                                            |
| 2013年   | 2013年                                                          | 2013年                                                                             | 2013年                                     | 2013年                                          |
| -------- | --------------------------------------------------------------- | ---------------------------------------------------------------------------------- | ------------------------------------------ | ----------------------------------------------- |
| 4月24日  | THE IDOLM@STER LIVE THE@TER PERFORMANCE 01 Thank You!           | 765 MILLIONSTARS                                                                   | 「Thank You!」                             | 遊戲《偶像大師 百萬人演唱會！》主題曲           |
| 4月24日  | THE IDOLM@STER LIVE THE@TER PERFORMANCE 01 Thank You!           | 765THEATER ALLSTARS                                                                | 「Thank You!」                             | 遊戲《偶像大師 百萬人演唱會！》主題曲           |
| 11月27日 | THE IDOLM@STER LIVE THE@TER PERFORMANCE 08                      | 中谷育（原嶋燈）                                                                   | 「」                                       | 遊戲《偶像大師 百萬人演唱會！》相關歌曲         |
| 11月27日 | THE IDOLM@STER LIVE THE@TER PERFORMANCE 08                      | 高槻彌生（仁後真耶子）、大神環（稻川英里）、中谷育（原嶋燈）、矢吹可奈（木戶衣吹） | 「Good-Sleep, Baby♡」                      | 遊戲《偶像大師 百萬人演唱會！》相關歌曲         |
| 2015年   |                                                                 |                                                                                    |                                            |                                                 |
| 9月30日  | THE IDOLM@STER LIVE THE@TER DREAMERS 01 Dreaming!               | MILLION ALLSTARS                                                                   | 「Welcome!!」                              | 遊戲《偶像大師 百萬人演唱會！》相關歌曲         |
| 2017年   |                                                                 |                                                                                    |                                            |                                                 |
| 3月10日  | THE IDOLM@STER LIVE THE@TER SOLO COLLECTION 04 Sunshine Theater | 中谷育（原嶋燈）                                                                   | 「HELLO, YOUR ANGEL♪」                     | 遊戲《偶像大師 百萬人演唱會！》相關歌曲         |
| 7月26日  | THE IDOLM@STER MILLION THE@TER GENERATION 01 Brand New Theater! | 765 MILLION ALLSTARS                                                               | 「Brand New Theater!」                     | 遊戲《偶像大師 百萬人演唱會！劇場時光》主題曲   |
| 7月26日  | THE IDOLM@STER MILLION THE@TER GENERATION 01 Brand New Theater! | 765 MILLION ALLSTARS                                                               | 「Dreaming!」                              | 遊戲《偶像大師 百萬人演唱會！劇場時光》相關歌曲 |
| 2018年   |                                                                 |                                                                                    |                                            |                                                 |
| 1月31日  | THE IDOLM@STER MILLION THE@TER GENERATION 04                    | Princess Stars                                                                     | 「Brand New Theater!」                     | 遊戲《偶像大師 百萬人演唱會！劇場時光》相關歌曲 |
| 3月7日   | THE IDOLM@STER MILLION LIVE! M@STER SPARKLE 07                  | 中谷育（原嶋燈）                                                                   | 「」                                       | 遊戲《偶像大師 百萬人演唱會！劇場時光》相關歌曲 |
| 4月4日   | THE IDOLM@STER MILLION LIVE! M@STER SPARKLE 08                  | 765 MILLION ALLSTARS                                                               | 「Brand New Theater!」                     | 遊戲《偶像大師 百萬人演唱會！劇場時光》相關歌曲 |
| 4月25日  | THE IDOLM@STER MILLION THE@TER GENERATION 07                    |                                                                                    | 「ZETTAI × BREAK!! 」 「Tomorrow Program」 | 遊戲《偶像大師 百萬人演唱會！劇場時光》相關歌曲 |
| 6月2日   | THE IDOLM@STER LIVE THE@TER SOLO COLLECTION 06                  | 中谷育（原嶋燈）                                                                   | 「」                                       | 遊戲《偶像大師 百萬人演唱會！》相關歌曲         |
| 8月29日  | THE IDOLM@STER MILLION THE@TER GENERATION 11 UNION!!            | 765 MILLION ALLSTARS                                                               | 「UNION!!」 「Welcome!!」                  | 遊戲《偶像大師 百萬人演唱會！劇場時光》相關歌曲 |
| 8月29日  | THE IDOLM@STER MILLION THE@TER GENERATION 11 UNION!!            | 765 MILLION ALLSTARS                                                               | 「UNION!!」 「Welcome!!」                  | 遊戲《偶像大師 百萬人演唱會！劇場時光》相關歌曲 |
| 2019年   |                                                                 |                                                                                    |                                            |                                                 |
| 4月27日  | THE IDOLM@STER THE@TER SOLO COLLECTION 07 PRINCESS STARS        | 中谷育（原嶋燈）                                                                   | 「」                                       | 遊戲《偶像大師 百萬人演唱會！》相關歌曲         |

### 组合成员
1. 1 2  天海春香（中村繪里子）、春日未來（山崎遙）、如月千早（今井麻美）、木下日向（田村奈央）、四條貴音（原由實）、茱莉亞（愛美）、高山紗代子（駒形友梨）、田中琴葉（種田梨沙）、天空橋朋花（小岩井小鳥）、箱崎星梨花（麻倉桃）、松田亞利沙（村川梨衣）、三浦梓（高橋智秋）、水瀨伊織（釘宮理惠）、最上靜香（田所梓）、望月杏奈（夏川椎菜）、矢吹可奈（木戶衣吹）、艾蜜莉·司徒亞特（郁原由宇）、大神環（稻川英里）、我那霸響（沼倉愛美）、菊地真（平田宏美）、北上麗花（平山笑美）、高坂海美（上田麗奈）、佐竹美奈子（大關英里）、島原艾琳娜（角元明日香）、高槻彌生（仁後真耶子）、永吉昴（齊藤佑圭）、野野原茜（小笠原早紀）、馬場木實（高橋未奈美）、福田法子（濱崎奈奈）、舞濱步（戶田惠）、真壁瑞希（阿部里果）、百瀨莉緒（山口立花子）、橫山奈緒（渡部優衣）、秋月律子（若林直美）、伊吹翼（Machico）、北澤志保（雨宫天）、篠宮可憐（近藤唯）、周防桃子（渡部惠子）、德川茉莉（諏訪彩花）、所惠美（藤井幸代）、豐川風花（末柄里惠）、中谷育（原嶋燈）、七尾百合子（伊藤美來）、二階堂千鶴（野村香菜子）、萩原雪步（淺倉杏美）、ROCO（中村溫姬）、雙海亞美／真美（下田麻美）、星井美希（長谷川明子）、宮尾美也（桐谷蝶蝶）
2. ↑  春日未來（山崎遙）、木下日向（田村奈央）、茱莉亞（愛美）、高山紗代子（駒形友梨）、田中琴葉（種田梨沙）、天空橋朋花（小岩井小鳥）、箱崎星梨花（麻倉桃）、松田亞利沙（村川梨衣）、最上靜香（田所梓）、望月杏奈（夏川椎菜）、矢吹可奈（木戶衣吹）、艾蜜莉·司徒亞特（郁原由宇）、大神環（稻川英里）、北上麗花（平山笑美）、高坂海美（上田麗奈）、佐竹美奈子（大關英里）、島原艾琳娜（角元明日香）、永吉昴（齊藤佑圭）、野野原茜（小笠原早紀）、馬場木實（高橋未奈美）、福田法子（濱崎奈奈）、舞濱步（戶田惠）、真壁瑞希（阿部里果）、百瀨莉緒（山口立花子）、橫山奈緒（渡部優衣）、伊吹翼（Machico）、北澤志保（雨宫天）、篠宮可憐（近藤唯）、周防桃子（渡部惠子）、德川茉莉（諏訪彩花）、所惠美（藤井幸代）、豐川風花（末柄里惠）、中谷育（原嶋燈）、七尾百合子（伊藤美來）、二階堂千鶴（野村香菜子）、ROCO（中村溫姬）、宮尾美也（桐谷蝶蝶）
3. ↑  天海春香（中村繪里子）、如月千早（今井麻美）、星井美希（長谷川明子）、萩原雪步（淺倉杏美）、高槻彌生（仁後真耶子）、菊地真（平田宏美）、水瀨伊織（釘宮理惠）、四條貴音（原由實）、秋月律子（若林直美）、三浦梓（高橋智秋）、雙海亞美／真美（下田麻美）、我那霸響（沼倉愛美）、春日未來（山崎遙）、最上靜香（田所梓）、伊吹翼（Machico）、島原艾琳娜（角元明日香）、佐竹美奈子（大關英里）、所惠美（藤井幸代）、德川茉莉（諏訪彩花）、箱崎星梨花（麻倉桃）、野野原茜（小笠原早紀）、望月杏奈（夏川椎菜）、ROCO（中村溫姬）、七尾百合子（伊藤美來）、高山紗代子（駒形友梨）、松田亞利沙（村川梨衣）、高坂海美（上田麗奈）、中谷育（原嶋燈）、天空橋朋花（小岩井小鳥）、艾蜜莉·司徒亞特（郁原由宇）、北澤志保（雨宫天）、舞濱步（戶田惠）、木下日向（田村奈央）、矢吹可奈（木戶衣吹）、橫山奈緒（渡部優衣）、二階堂千鶴（野村香菜子）、馬場木實（高橋未奈美）、大神環（稻川英里）、豐川風花（末柄里惠）、宮尾美也（桐谷蝶蝶）、福田法子（濱崎奈奈）、真壁瑞希（阿部里果）、篠宮可憐（近藤唯）、百瀨莉緒（山口立花子）、永吉昴（齊藤佑圭）、北上麗花（平山笑美）、周防桃子（渡部惠子）、茱莉亞（愛美）、白石紬（南早紀）、櫻守歌織（香里有佐）
4. 1 2 3 4  天海春香（中村繪里子）、如月千早（今井麻美）、星井美希（長谷川明子）、萩原雪步（淺倉杏美）、高槻彌生（仁後真耶子）、菊地真（平田宏美）、水瀨伊織（釘宮理惠）、四條貴音（原由實）、秋月律子（若林直美）、三浦梓（高橋智秋）、雙海亞美／真美（下田麻美）、我那霸響（沼倉愛美）、春日未來（山崎遙）、最上靜香（田所梓）、伊吹翼（Machico）、田中琴葉（種田梨沙）、島原艾琳娜（角元明日香）、佐竹美奈子（大關英里）、所惠美（藤井幸代）、德川茉莉（諏訪彩花）、箱崎星梨花（麻倉桃）、野野原茜（小笠原早紀）、望月杏奈（夏川椎菜）、ROCO（中村溫姬）、七尾百合子（伊藤美來）、高山紗代子（駒形友梨）、松田亞利沙（村川梨衣）、高坂海美（上田麗奈）、中谷育（原嶋燈）、天空橋朋花（小岩井小鳥）、艾蜜莉·司徒亞特（郁原由宇）、北澤志保（雨宫天）、舞濱步（戶田惠）、木下日向（田村奈央）、矢吹可奈（木戶衣吹）、橫山奈緒（渡部優衣）、二階堂千鶴（野村香菜子）、馬場木實（高橋未奈美）、大神環（稻川英里）、豐川風花（末柄里惠）、宮尾美也（桐谷蝶蝶）、福田法子（濱崎奈奈）、真壁瑞希（阿部里果）、篠宮可憐（近藤唯）、百瀨莉緒（山口立花子）、永吉昴（齊藤佑圭）、北上麗花（平山笑美）、周防桃子（渡部惠子）、茱莉亞（愛美）、白石紬（南早紀）、櫻守歌織（香里有佐）
5. ↑  天海春香（中村繪里子）、我那霸響（沼倉愛美）、菊地真（平田宏美）、萩原雪步（淺倉杏美）、春日未來（山崎遙）、艾蜜莉·司徒亞特（郁原由宇）、高坂海美（上田麗奈）、佐竹美奈子（大關英里）、高山紗代子（駒形友梨）、德川茉莉（諏訪彩花）、中谷育（原嶋燈）、七尾百合子（伊藤美來）、福田法子（濱崎奈奈）、松田亞利沙（村川梨衣）、矢吹可奈（木戶衣吹）、橫山奈緒（渡部優衣）

## 外部連結
- 事務所官方簡歷 （页面存档备份，存于）（日語）
- 原嶋燈的小小旅行（個人BLOG） （页面存档备份，存于）（日語）
- 原嶋燈的X（前Twitter）（日語）